# إيفار شميت
إيفار شميت (بالإنجليزية: Ivar Schmidt)‏ هو سياسي أسترالي، ولد في 28 ديسمبر 1946. حزبياً، نشط في حزب أستراليا الليبرالي (فرع جنوب أستراليا) ‏. وقد انتخب عضو مجلس النواب جنوب أستراليا من الجمعية عن دائرة Electoral district of Mawson ‏ وقد انضم خلال فترته النيابية (15 سبتمبر 1979 – 6 نوفمبر 1982)  للكتلة البرلمانية حزب أستراليا الليبرالي (فرع جنوب أستراليا) ‏.